# DJ Qualls
Donald Joseph "DJ" Qualls (født 12. juni 1978) er en amerikansk skuespiller.

## Opvækst
Qualls blev født som et af fem børn til Debbie og Donnie Qualls i Nashville, Tennessee. Han voksede op i Manchester, Tennessee, hvor han gik i skole. Han blev som 14-årig diagnosticeret med Hodgkins lymfom,[kilde mangler] som 14-årig. Efter to års behandling blev han erklæret rask. Efter eksamen i 1992 fra Coffee County Central High School i Manchester, Tennessee, gik Qualls på University of London i England, hvor han studerede engelsk og litteratur. Han vendte tilbage til Tennessee i 1993 og blev indskrevet på Belmont University i Nashville, hvor han også begyndte at optræde i en lokal teatertrup.

## Karriere
Efter en audition til en one-liner i Road Trip (2000) blev han bedt om at komme fra Atlanta kontoret til produceren Ivan Reitman i Californien. Qualls debuterede i Road Trip som den generte Kyle Edwards.
Efter Road Trip begyndte Qualls i stigende grad at arbejde som model for Prada og med fotografer David LaChapelle, og Steve Klein. I Cherry Falls (2000) spillede han rollen som Wally. I 2001 spillede han Neil Lawrence i Chasing Holden.
Han tv-arbejde inkluderer optrædener i Monk, Scrubs, Criminal Minds, Lost, Law & Order: Criminal Intent, CSI, Numb3rs, My Name Is Earl, Breaking Bad, Supernatural og The Big Bang Theory.

## Filmografi
- Supernatural (2005-?)
- All About Steve (2009)
- Road Trip: Beer Pong (2009)
- The Company Man (2008)
- Familiar Strangers (2008)
- Delta Farce (2007)
- I'm Reed Fish (2006)
- Little Athens (2005)
- Hustle & Flow (2005)
- The Core (2003)
- The New Guy (2002)
- Lone Star State of Mind (2002)
- Big Trouble (2002)
- Comic Book Villains (2002)
- Chasing Holden (2001)
- Cherry Falls (2000)
- Road Trip (2000)
- Senior Trip (1995)